# 沃克斯華戰役
沃克斯華戰役（Battle of Waxhaws (also known as the Waxhaws or Waxhaw massacre, and Buford's massacre) ）是美國獨立戰爭中的一場戰役，爆發於1780年5月29日的蘭卡斯特，交戰雙方分別是阿布拉罕·布佛得率領的大陸軍（美軍）及伯納斯特·塔爾頓率領的英軍。當其他美軍聽聞塔爾頓拒絕了布佛得的投降後，便稱此戰役為沃克斯華大屠殺。

## 外部連結
- 沃克斯華大屠殺文章 （页面存档备份，存于）
- 伯納斯特·塔爾頓.org
- 沃克斯華大屠殺